# Стеверешть
Стеверешть, Стеверешті (рум. Stăvărăști) — село у повіті Бузеу в Румунії. Входить до складу комуни Балта-Албе.
Село розташоване на відстані 127 км на північний схід від Бухареста, 36 км на схід від Бузеу, 63 км на захід від Галаца, 139 км на схід від Брашова.

## Населення
За даними перепису населення 2002 року у селі проживали 99 осіб, усі — румуни. Усі жителі села рідною мовою назвали румунську.